# 般奴·佩雷斯
般奴·達施華·佩雷斯（Bruno da Silva Peres，1990年3月1日—），生於巴西聖保羅，巴西足球運動員，司職右後衛，現效力於土超球隊特拉布宗。曾外借巴西足球甲級聯賽球會聖保羅。

## 榮譽
山度士
- 南美超級盃: 2012

## 外部連結
- Soccerway資料庫：般奴·佩雷斯